# اضطهاد السود في ألمانيا النازية
في حين لم يتعرض ذوي البشرة السوداء في ألمانيا النازية للإبادة الجماعية أبدًا كما كان حال اليهود، والغجر (شعب الرّوما)، والسلاف، إلا أن النازيين استمروا باعتبارهم من الشعوب الدنيا، وخضعوا، إلى جانب الغجر، لقوانين نورمبرغ بموجب مرسوم إضافي.

## المواطنون الألمان

### خلفية
كافحت ألمانيا، حتى الفترة ما قبل الحرب العالمية الثانية، فكرة المواطنين الألمان ذوي العرق المختلط بالأفارقة (الألمان الأفارقة). بينما كان الزواج بين الأعراق قانونيًا بموجب القانون الألماني في ذلك الوقت، بدأ بعض المسؤولين الاستعماريين، بدءًا من عام 1890، في رفض تسجيل زواجهم، مستخدمين حجج تحسين النسل التي تضفي صفة الدونية على الأطفال مختلطي الأعراق لدعم قرارهم. بحلول عام 1912، أصبحت هذه السياسة سياسة رسمية في العديد من المستعمرات الألمانية، وتبع ذلك مناقشة شرعية حظر الزواج بين الأعراق في الرايخستاغ. كان أحد الشؤون الرئيسية التي أثيرت في النقاش هو أن الأطفال المختلطين الأعراق المولودين في مثل هذه الزيجات سيحصلون على الجنسية الألمانية، وبالتالي يمكنهم العودة إلى ألمانيا والتمتع بنفس الحقوق في التصويت، والخدمة في الجيش، ويمكنهم أيضًا شغل مناصب عامة مثلهم مثل الألمان ذوي الدم الصافي.
بعد الحرب العالمية الأولى، ضمت قوات الاحتلال الفرنسية التي كانت في راينلاند بين صفوفها قوات استعمارية أفريقية، أنجب بعضهم أطفالًا من نساء ألمانيات. وركزت الحملات الصحفية المعادية لاستخدام هذه القوات على هؤلاء الأطفال، الذين يطلق عليهم اسم «لقطاء راينلاند»، وغالبًا ما تضمن ذلك قصصًا مروعة لجنود أفارقة غير متحضرين يغتصبون نساء ألمانيات بريئات، ما أطلق عليه «الرعب الأسود في نهر الراين». كان الرأي المحلي، في الراينلاند نفسها، حول تلك القوات مختلفًا تمامًا، فقد وُصف الجنود بأنهم «مهذبون وذوي شعبية في كثير من الأحيان»، ربما لأن الجنود الاستعماريين الفرنسيين لم يضمروا نية سيئة تجاه الألمان بقدر ما فعل المحتلين الفرنسيين الذين أنهكتهم الحرب. بينما تمحورت المناقشات اللاحقة المتعلقة بالأطفال الألمان الأفارقة على «لقطاء الراينلاند» أولئك، كان عدد الأطفال الذين نتجوا عن هذه الزيجات 400-600 طفل فقط، مقابل وجود 20.000-25.000 كعدد إجمال للسكان ذوي البشرة السوداء في ألمانيا في ذلك الوقت.
وصف هتلر في كتابه كفاحي، الأطفال المولودين من زيجات مع جنود الاحتلال الأفارقة بأنهم تلويث للعرق الأبيض «بدم الزنوج في نهر الراين في قلب أوروبا». كان يعتقد أن «اليهود كانوا مسؤولين عن جلب الزنوج إلى راينلاند، بسبب أفكاره المطلقة بأن قصد اليهود إهانة العرق الأبيض الذي يكرهونه، وبالتالي خفض مستواه الثقافي والسياسي حتى يتمكنوا من الهيمنة». كما أشار ضمنيًا إلى أن هذا ما كان إلا مؤامرة من جانب الفرنسيين، حيث ازدادت نسبة الزنوج ضمن سكان فرنسا كثيرًا.

### برنامج التعقيم في راينلاند
لم يكن العرق وحده معيارًا كافيًا لإجراء التعقيم القسري، بموجب قوانين تحسين النسل التي أقرت في عهد الرايخ الثالث، ولكن يمكن لأي شخص أن يطلب تعقيم نفسه أو تعقيم قاصر تحت رعايته. كانت مجموعة الأطفال المختلطين العرق الذين ولدوا أثناء الاحتلال تقترب من سن الرشد عندما أُنشأت لجنة غستابو خاصة، في عام 1937، وبموافقة من هتلر، كُلفت بالقيام «بالتعقيم المنفصل للقطاء راينلاند». من غير المعلوم إن كان أولئك القاصرون قد أخبروا عن تلك الإجراءات، ومن غير المعلوم عدد الآباء الذين قبلوا بذلك فقط نتيجةً لضغط الغستابو عليهم. قدر عدد الأطفال الذي عقموا بموجب هذا البرنامج بحوالي 500 طفل، كان بينهم فتيات لم تتجاوز أعمارهن 11 عامًا.